# Кубок мира по горному бегу 2006
22-й Кубок мира по горному бегу прошёл 10 сентября 2006 года в городе Бурса (Турция). Участники соревновались в дисциплине горного бега «вверх». Разыгрывались 8 комплектов наград: по четыре в индивидуальном и командном первенствах (мужчины, женщины, юниоры и юниорки до 20 лет). Среди юниоров могли выступать спортсмены 1987 года рождения и моложе.
Трасса была проложена по территории национального парка Улудаг, находящегося к югу от Бурсы. Начальный и конечный отрезки дистанции шли параллельно канатной дороге Бурса — Улудаг, ведущей к горнолыжному курорту. Старт мужчин находился в Бурсе на начальной станции Теферрюч (380 метров над уровнем моря), юниорки начинали бег на станции Кадыяйла (1230 метров над уровнем моря), финиш располагался на станции Сарыалан Яйласи (1625 метров над уровнем моря).
На старт вышли 359 бегунов (151 мужчина, 84 женщины, 76 юниоров и 48 юниорок) из 36 стран мира. Каждая страна могла выставить до 6 человек в мужской забег, до 4 человек — в женский и юниорский и до 3 человек — среди юниорок. Сильнейшие в командном первенстве определялись по сумме мест четырёх лучших участников у мужчин, трёх лучших — у женщин и юниоров, двух лучших — у юниорок.
Катарина Берешова из Словакии с большим отрывом заняла первое место среди юниорок. Её преимущество над серебряным призёром, несмотря на короткую дистанцию, оказалось самым большим среди всех чемпионов 2006 года — 1 минута 37 секунд.
Бегуны из Эритреи повторили свой успех 2004 года в зачёте юниоров. Эрмиас Мехретеаб и Кифлом Сиум заняли первые две ступени пьедестала и внесли решающий вклад в командную победу своей сборной. Мексиканец Хуан Карлос Карера в третий раз подряд стал призёром Кубка мира.
Забег среди женщин контролировала чемпионка Европы 2005 года Андреа Майр из Австрии — она завоевала золотую медаль турнира впервые в карьере. Всего 18 секунд ей уступила 19-летняя Мартина Штрель, финишировавшая на втором месте. Тройку призёров замкнула 44-летняя Изабель Гийо: четырёхкратная чемпионка мира из Франции выиграла девятую медаль турнира в личном зачёте. Впервые на мировой подиум Гийо попала 18 годами ранее, когда в 1988 году заняла третье место.
Неожиданную победу в мужском забеге одержал колумбиец Роландо Ортис. Для 37-летнего легкоатлета Кубок мира 2006 года стал только вторым стартом в карьере в горном беге. В борьбе за золото ему удалось опередить самого титулованного спортсмена в истории дисциплины, пятикратного чемпиона мира Джонатана Уайатта. Судьба первого места решилась в спринте на заключительных 200 метрах, к началу которых Ортис и Уайатт бежали вместе. На финише их разделили всего 6 секунд. Одной из причин проигрыша Уайатта обозреватели называли нападение на него собаки, случившееся за два дня до старта, и последовавшие прививки от бешенства.
В командном зачёте прервалась 13-летняя победная серия сборной Италии. В последний раз итальянские мужчины уступали золото в 1992 году, а всего за 21 предыдущий розыгрыш на их счету было всего три командных поражения в 29 забегах. В Бурсе бегуны с Апеннин стали вторыми, пропустив вперёд спортсменов из Эритреи.

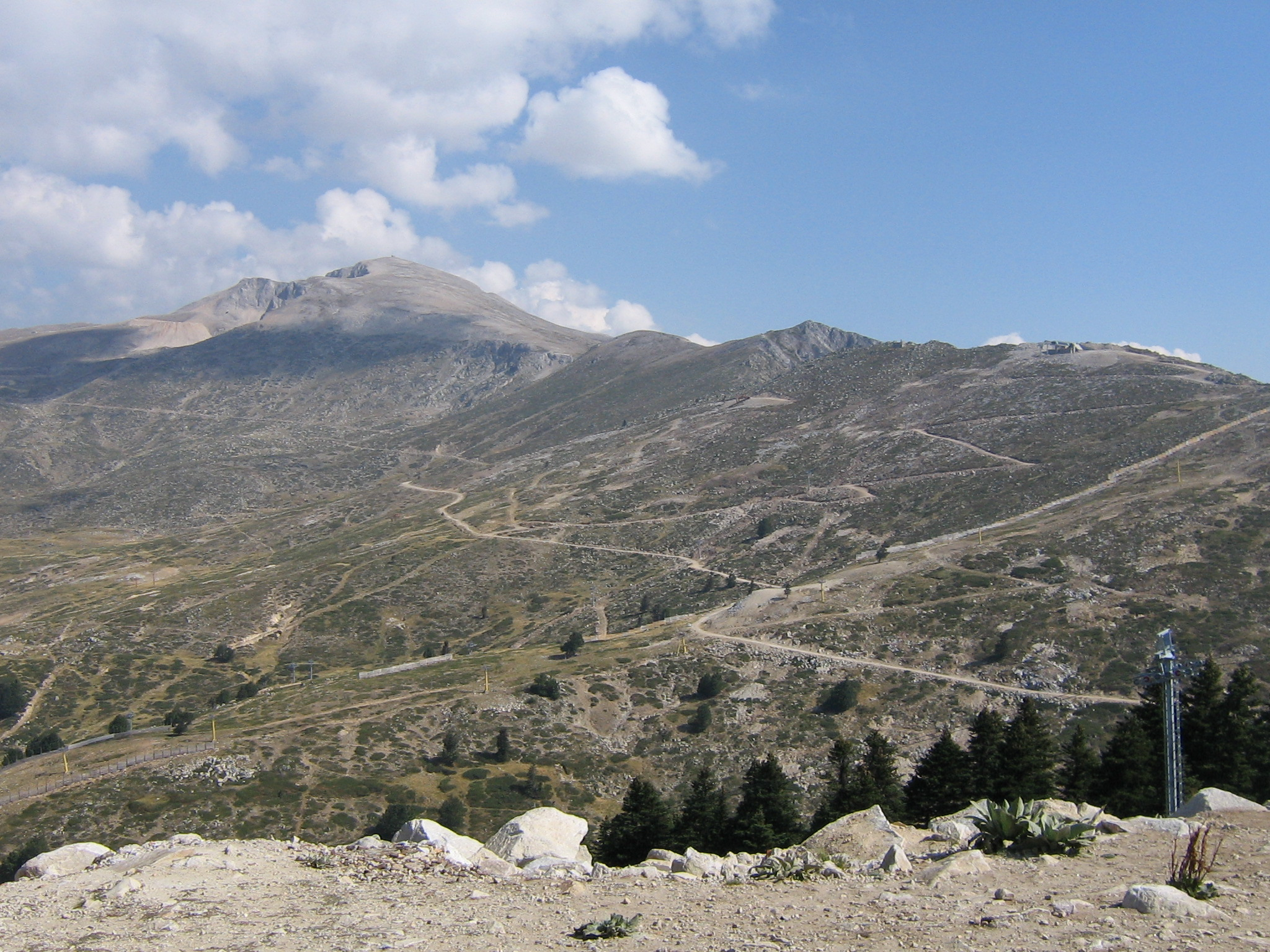
Гора Улудаг (Малый Олимп)
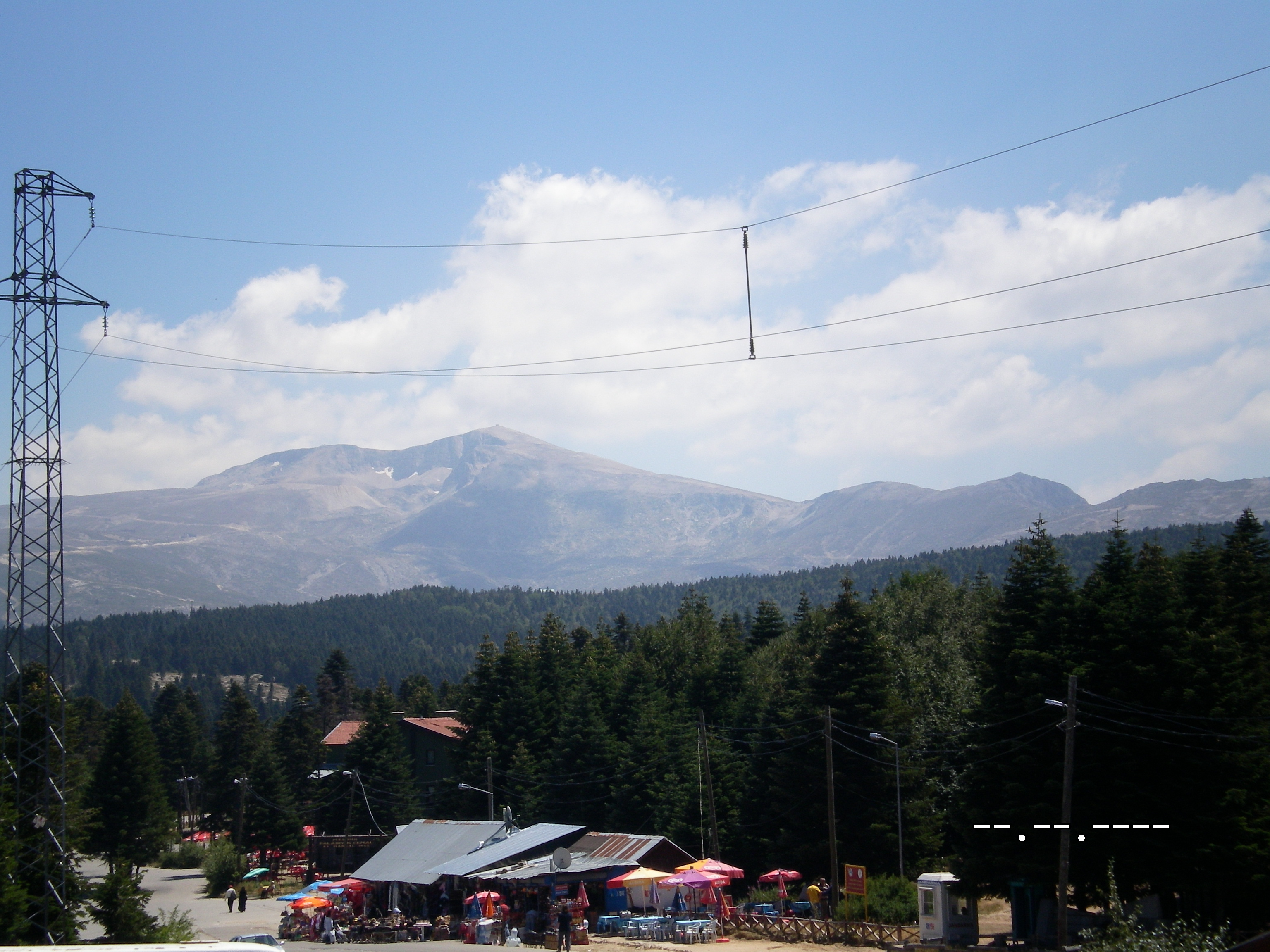
Станция Сарыалан, где находился финиш всех забегов

## Расписание
| Дата             | Время | Забег   |
| ---------------- | ----- | ------- |
| 10 сентября 2006 | 09:30 | Юниорки |
| 10 сентября 2006 | 09:45 | Юниоры  |
| 10 сентября 2006 | 10:15 | Женщины |
| 10 сентября 2006 | 10:30 | Мужчины |

Время местное (UTC+3:00)

## Призёры
Курсивом выделены участники, чей результат не пошёл в зачёт команды.

### Мужчины
| Дисциплина                                | Золото                                                                                       | Золото   | Серебро | Серебро  | Бронза | Бронза   |
| ----------------------------------------- | -------------------------------------------------------------------------------------------- | -------- | --- | -------- | --- | -------- |
| 12 км перепад высот: +1275 м −30 м        | Роландо Ортис Колумбия                                                                       | 56.16    | Джонатан Уайатт Новая Зеландия                                                                             | 56.22    | Тесфай Фелфеле Эритрея                                                                                    | 56.39    |
| 12 км (команды)                           | Эритрея · Тесфай Фелфеле · Макеле Тадесе · Фекре Андеберхан · Мехари Ахфером · Берхе Асгедом | 37 очков | Италия · Марко Де Гаспери · Марко Гайярдо · Габриэле Абате · Давиде Кикко · Эмануэле Манци · Диего Филиппи | 44 очка  | Турция · Селахаттин Сельчук · Ахмет Арслан · Мехмет Мюнир Джура · Нихат Кая · Седат Йылмаз · Сердар Дурер | 62 очка  |
| Юниоры 8,5 км перепад высот: +895 м −30 м | Эрмиас Мехретеаб Эритрея                                                                     | 41.20    | Кифлом Сиум Эритрея                                                                                        | 41.54    | Хуан Карлос Карера Мексика                                                                                | 43.13    |
| Юниоры 8,5 км (команды)                   | Эритрея · Эрмиас Мехретеаб · Кифлом Сиум · Дебесай Циге                                      | 9 очков  | Турция · Эрджан Муслу · Сельмани Абиш · Махмут Оручлу · Фатих Демирташ                                     | 16 очков | Италия · Алессандро Мартино · Маттиа Шималья · Николо Ропполо · Винченцо Скуро                            | 40 очков |

### Женщины
| Дисциплина                                | Золото                                                           | Золото   | Серебро                                                               | Серебро  | Бронза                                                                                | Бронза   |
| ----------------------------------------- | ---------------------------------------------------------------- | -------- | --------------------------------------------------------------------- | -------- | ------------------------------------------------------------------------------------- | -------- |
| 8,5 км перепад высот: +895 м −30 м        | Андреа Майр Австрия                                              | 47.11    | Мартина Штрель Швейцария                                              | 47.29    | Изабель Гийо Франция                                                                  | 47.43    |
| 8,5 км (команды)                          | США · Николь Хант · Рейчел Доббз · Кристин Ланди · Лиза Голдсмит | 35 очков | Чехия · Анна Пихртова · Ирена Шадкова · Ива Милесова · Павла Матяшова | 37 очков | Италия · Виттория Сальвини · Мария Грация Роберти · Моника Морстофолини · Элиза Деско | 39 очков |
| Юниорки 3,4 км перепад высот: +395 м −0 м | Катарина Берешова Словакия                                       | 21.08    | Наталья Леонтьева Россия                                              | 22.45    | Жанна Вокуева Россия                                                                  | 22.50    |
| Юниорки 3,4 км (команды)                  | Россия · Наталья Леонтьева · Жанна Вокуева · Наталья Немкина     | 5 очков  | Словакия · Катарина Берешова · Барбара Суханкова                      | 8 очков  | Турция · Эсра Гюллю · Дилек Чименкая · Хюлья Онгун                                    | 15 очков |

## Медальный зачёт
Медали завоевали представители 13 стран-участниц.
 Принимающая страна
| Место | Страна         | Золото | Серебро | Бронза | Всего |
| ----- | -------------- | ------ | ------- | ------ | ----- |
| 1     | Эритрея        | 3      | 1       | 1      | 5     |
| 2     | Россия         | 1      | 1       | 1      | 3     |
| 3     | Словакия       | 1      | 1       | 0      | 2     |
| 4     | Австрия        | 1      | 0       | 0      | 1     |
| 4     | Колумбия       | 1      | 0       | 0      | 1     |
| 4     | США            | 1      | 0       | 0      | 1     |
| 7     | Италия         | 0      | 1       | 2      | 3     |
| 7     | Турция         | 0      | 1       | 2      | 3     |
| 9     | Новая Зеландия | 0      | 1       | 0      | 1     |
| 9     | Чехия          | 0      | 1       | 0      | 1     |
| 9     | Швейцария      | 0      | 1       | 0      | 1     |
| 12    | Мексика        | 0      | 0       | 1      | 1     |
| 12    | Франция        | 0      | 0       | 1      | 1     |
| Всего | Всего          | 8      | 8       | 8      | 24    |